# Six By Six
Six By Six (grafisch SIX By SIX) is het debuutalbum van de gelijknamige band. In eerste instantie heette de band Ogre Hair, dat overging in Six Foot Six (dna), maar die naam bleek al in gebruikt. 

## Inleiding
De band wordt door Saga-gitarist Ian Crichton omschreven als een powertrio, opzet in de trant van Emerson, Lake & Palmer en Rush. Crichton werd door de manager van Robert Berry gevraagd of hij mee wilde doen aan een gezamenlijke opname. Samen met een derde, Saxondrummer Nigel Glockler, zouden de opnamen dan moeten plaatsvinden. Het trio had wel banden uit het verleden. Berry en Glockler kenden elkaar vanwege een korte periode in GTR, Crichton en Glockler vanwege Asia. Een beoogde vierde man toetsenist Erik Norlander verliet in aanloop de combinatie; hij zag (in) dat het album voornamelijk gitaargericht zou worden. Berry en Crichton begonnen met schrijven. Met name Crichton had veel losse stukjes over uit Saga, dat hij ook wel gekscherend omschrijft als “keyboardband”. Het stond toen nog niet vast dat Glockler de drummer zou worden; er werd even aan Simon Phillips gedacht, maar hoewel een erkend technisch drummer vond Berry Glockler geschikter. De heren waren de zestig jaar al ruim gepasseerd toen de opnamen begonnen.
Berry had in de voorafgaande jaren een eigen geluidsstudio laten bouwen, zodat er gezamenlijk opgenomen kon worden, buiten de coronamaatregelen om. Crichton kon op die manier zijn partijen live inspelen.      
Opnamen vonden plaats in Campbell (Californië) (Soundtek Studios) en Ontario (Canada) (Dangling Carrot Studio). Thomas Waber, hier co-producer is de directeur van InsideOut Music.

## Musici
- Robert Berry – zang, basgitaar, toetsinstrumenten
- Ian Crichton – gitaar
- Nigel Glockler – drumstel

Met Naté, Dee Coco Johnson – achtergrondzang op China en Save the night

## Muziek
| Nr. | Titel                                       | Duur |
| --- | ------------------------------------------- | ---- |
| 1.  | Yearning to fly (Berry, Crichton)           | 4:44 |
| 2.  | China (Berry, Crichton)                     | 3:16 |
| 3.  | Reason to feel calm again (Berry, Crichton) | 8:05 |
| 4.  | The upside of down (Berry, Crichton)        | 4:45 |
| 5.  | Casino (Berry, Crichton)                    | 4:20 |
| 6.  | Live forever (Berry, Crichton)              | 1:44 |
| 7.  | The last words on earth (Berry, Crichton)   | 4:37 |
| 8.  | Skyfall (Berry, Crichton)                   | 4:16 |
| 9.  | The battle of a lifetime (Berry, Crichton)  | 5:21 |
| 10. | Save the night (Berry, Crichton)            | 6:17 |

## Nasleep
Het was de bedoeling dat Six By Six na de release gedurende 2023 op tournee zou gaan. Dat is echter afhankelijk van de werkzaamheden die Crichton voor Saga moet/wil verrichten. Volgens Crichton liggen er wel afspraken met InsideOut Music voor meerdere albums. Samen met tekenaar J.C. Baesz smolt Six By Six de tekst en muziek samen tot de graphic The journey internal, volgens schrijvers een "zoektocht naar schoonheid en vrede". 